# Erich Leo Lehmann
Erich Leo Lehmann (20 de noviembre de 1917 - 12 de septiembre de 2009) fue un estadístico estadounidense, que hizo una importante contribución a las pruebas de hipótesis no paramétricas. Es uno de los epónimos del Teorema de Lehmann–Scheffé y del estimador de Hodges-Lehmann de la mediana de una población.
Lehmann nació en Estrasburgo, Alsacia-Lorena en 1917 a una familia de ascendencia judía Ashkenazi. Creció en Fráncfort del Meno, Alemania, hasta que el Machtergreifung en 1933 su familia huyó a Suiza para escapar de los nazis. Se graduó de la escuela secundaria en Zúrich, y estudió matemáticas durante dos años en Trinity College, Cambridge. Después de eso, emigró a los Estados Unidos, llegando a Nueva York a finales de 1940. Se matriculó en la Universidad de California, Berkeley como un estudiante de posgrado, aunque sin un título anterior, en 1941.
Lehmann obtuvo su maestría en matemáticas en 1942 y su doctorado (bajo Jerzy Neyman) en 1946, en la Universidad de California, Berkeley, donde enseñó desde 1942. De agosto de 1944 a agosto de 1945 trabajó como analista de operaciones para el Fuerza aérea de Estados Unidos en Guam. Enseñó en la Universidad de Columbia y en la Universidad de Princeton durante 1950-51, y luego durante 1951-1952 fue profesor asociado visitante en la Universidad de Stanford. 
Fue editor de The Annals of Mathematical Statistics, presidente del Instituto de Estadística Matemática, miembro de la Academia Americana de Artes y Ciencias y de la Academia Nacional de Ciencias.
En 1997, con ocasión de su octogésimo cumpleaños, el departamento de estadística de la Universidad de California en Berkeley creó el Fondo Erich Lehmann en Estadística para apoyar a los estudiantes del departamento. 